# ألفرد جيمس لوك
ألفرد جيمس لوك (بالإنجليزية: Alfred James Luke)‏ هو سياسي أسترالي، ولد في 9 مارس 1871 في أستراليا، وتوفي في 11 سبتمبر 1920 في توومبا في أستراليا. انتخب عضو المجلس التشريعي ولاية كوينزلاند.